# 세상은 내게
《세상은 내게》는 1993년 5월 10일 ~ 1993년 6월 29일까지 방영된 SBS 월화드라마이다.

## 출연진
- 심혜진 : 강준희 역
- 변영훈 : 동수 역
- 박은영
- 변소정
- 신은경
- 서갑숙
- 최준용
- 김나운
- 정성모
- 이효정
- 김용건
- 심양홍
- 김영옥
- 박주아
- 강인덕
- 문회원
- 여운국
- 박종관

## 에피소드
드라마 방영 중, 남자주인공 동수를 맡은 배우 변영훈이 1993년 6월 14일 영화 《남자 위의 여자》를 촬영 중 헬기 추락 사고로 사망하는 사건이 벌어져 5회 앞당겨 조기종영되었다.